# Persone di nome Mario/Attori
| Questa pagina contiene informazioni ricavate automaticamente dalle voci biografiche con l'ausilio del template Bio e di un bot. L'aggiornamento è periodico e automatico e ricostruisce completamente la pagina. Se manca una persona in questa lista, sei pregato di non aggiungerla, ma accertati piuttosto che la sua voce biografica contenga il template Bio e che i dati anagrafici siano correttamente compilati. Se il template Bio manca, inseriscilo tu stesso o, in alternativa, metti l'avviso {{tmp\|Bio}} che ne segnala la mancanza. Se i dati riportati sono sbagliati, correggi direttamente la voce biografica; le modifiche saranno visibili in questa lista entro pochi giorni. Per chiarimenti vedi il progetto antroponimi. La lista contiene solo le 73 persone che sono citate nell'enciclopedia e per le quali è stato implementato correttamente il template Bio. Pagina aggiornata al 22 lug 2025. |

Questa è una lista di persone presenti nell'enciclopedia che hanno il nome Mario e sono attori.

## A(1)
- Mario Adorf, attore svizzero (Zurigo, n. 1930)

## B(7)
- Mario Bardella, attore, doppiatore e direttore del doppiaggio italiano (Venezia, n. 1926 - Roma, † 2014)
- Mario Maresca, attore italiano (Roma, n. 1887 - Savona, † 1963)
- Mario Besesti, attore e doppiatore italiano (Milano, n. 1894 - Roma, † 1968)
- Monty Banks, attore, regista e produttore cinematografico italiano (Cesena, n. 1897 - Arona, † 1950)
- Mario Bovenzi, attore e personaggio televisivo italiano (Venezia, n. 1997)
- Mario Brega, attore italiano (Roma, n. 1923 - Roma, † 1994)
- Mario Brizzolari, attore italiano (Roma, n. 1895)

## C(11)
- Mario Carillo, attore italiano (Napoli, n. 1894 - † 1970)
- Mario Carotenuto, attore e doppiatore italiano (Roma, n. 1916 - Roma, † 1995)
- Mario Casaleggio, attore italiano (Torino, n. 1877 - Torino, † 1953)
- Mario Casas, attore spagnolo (La Coruña, n. 1986)
- Mario Castellani, attore italiano (Roma, n. 1906 - Roma, † 1978)
- Mario Cei, attore italiano (Vicenza, n. 1959)
- Mario Cipriani, attore italiano (Roma, n. 1926 - Roma, † 2003)
- Mario Colli, attore, doppiatore e direttore del doppiaggio italiano (Roma, n. 1915 - Roma, † 1989)
- Mario Conocchia, attore italiano
- Mario Corte, attore, regista e doppiatore italiano (Cagliari, n. 1878 - Roma, † 1967)
- Mario Mazza, attore italiano (Napoli, n. 1895 - Città della Pieve, † 1973)

## D(5)
- Mario De Candia, attore italiano (Roma, n. 1955)
- Mario De Simone, attore italiano (Caserta, n. 1930 - Roma, † 1999)
- Mario Donatone, attore italiano (Tripoli, n. 1933 - Roma, † 2020)
- Mario Donen, attore italiano (Carpenedolo, n. 1935 - Desenzano del Garda, † 2020)
- Mario Duarte, attore e cantante colombiano (Barranquilla, n. 1965)

## E(1)
- Mario Erpichini, attore italiano (Siena, n. 1935)

## F(5)
- Mario Faticoni, attore e scrittore italiano (Verona, n. 1937)
- Mario Feliciani, attore e doppiatore italiano (Milano, n. 1918 - Barcellona, † 2008)
- Mario Ferrari, attore e doppiatore italiano (Roma, n. 1894 - Roma, † 1974)
- Mario Frera, attore italiano (Napoli, n. 1924 - Roma, † 1987)
- Mario Fumagalli, attore e direttore artistico italiano (Milano, n. 1869 - Roma, † 1936)

## G(2)
- Mario Gallina, attore e doppiatore italiano (Trieste, n. 1889 - Milano, † 1950)
- Mario Guaita-Ausonia, attore e regista italiano (n. 1881 - † 1956)

## L(2)
- Mario Lozano, attore argentino (Buenos Aires, n. 1913 - Buenos Aires, † 2005)
- Mario López, attore e conduttore televisivo statunitense (San Diego, n. 1973)

## M(7)
- Mario Majeroni, attore italiano (n. 1870 - New York, † 1931)
- Mario Maranzana, attore, doppiatore e regista teatrale italiano (Trieste, n. 1930 - Roma, † 2012)
- Mario Martín, attore spagnolo (Madrid, n. 1949)
- Mario Maurer, attore, modello e cantante thailandese (Bangkok, n. 1988)
- Mario Medas, attore italiano (Guasila, n. 1931 - Cagliari, † 2013)
- Mario Mirković, attore croato (Zagabria, n. 1969)
- Mario Montez, attore statunitense (Ponce, n. 1935 - Key West, † 2013)

## N(1)
- Mario Novelli, attore italiano (Roma, n. 1940 - Roma, † 2016)

## O(1)
- Mario Opinato, attore italiano (Catania, n. 1964)

## P(11)
- Mario Pachi, attore italiano (Firenze, n. 1943 - Firenze, † 2001)
- Max Parodi, attore italiano (Genova, n. 1967)
- Mario Pasik, attore argentino (Buenos Aires, n. 1951)
- Mario Passante, attore cinematografico italiano (Napoli, n. 1912 - Napoli, † 1974)
- Mario Patanè, attore italiano (Acireale, n. 1961)
- Mario Pedone, attore italiano (Roma, n. 1950 - Fiumicino, † 2009)
- Mario Perrotta, attore, drammaturgo e regista teatrale italiano (Lecce, n. 1970)
- Mario Piave, attore italiano (Grumello del Monte, n. 1940 - Roma, † 1979)
- Mario Pisu, attore e doppiatore italiano (Montecchio Emilia, n. 1910 - Velletri, † 1976)
- Mario Porfito, attore italiano (Napoli, n. 1956)
- Mario Pupella, attore, regista teatrale e direttore artistico italiano (Castelvetrano, n. 1945 - Palermo, † 2023)

## R(2)
- Mario Roncoroni, attore e regista cinematografico italiano (n. 1881 - † 1953)
- Mario Russo, attore e musicista italiano (Crotone, n. 1992)

## S(9)
- Mario Santonastaso, attore e cabarettista italiano (Castel San Giovanni, n. 1937 - Bologna, † 2021)
- Mario Scaccia, attore, regista teatrale e conduttore radiofonico italiano (Roma, n. 1919 - Roma, † 2011)
- Mario Scarabelli, attore e doppiatore italiano (Milano, n. 1951)
- Mario Scarpetta, attore italiano (Roma, n. 1953 - Napoli, † 2004)
- Mario Scerbo, attore italiano (Catanzaro, n. 1984)
- Mario Sgueglia, attore italiano (Roma, n. 1979)
- Mario Siletti, attore italiano (Torino, n. 1897 - Roma, † 1977)
- Mario Siletti, attore italiano (Torino, n. 1903 - Los Angeles, † 1964)
- Mario Spallino, attore italiano (Livorno, n. 1957)

## V(6)
- Mario Valdemarin, attore italiano (Romans d'Isonzo, n. 1926 - Roma, † 2023)
- Mario Valgoi, attore e doppiatore italiano (Milano, n. 1939 - Feltre, † 2005)
- Mario Van Peebles, attore, regista e sceneggiatore statunitense (Città del Messico, n. 1957)
- Mario Vitale, attore cinematografico italiano (Salerno, n. 1928 - Salerno, † 2003)
- Mario Voller-Buzzi, attore, regista e giornalista italiano (Torino, n. 1886 - Torino, † 1966)
- Mario Volpe, attore, regista e sceneggiatore italiano (Napoli, n. 1894 - Napoli, † 1968)

## Z(2)
- Mario Zorrilla, attore spagnolo (Getxo, n. 1965)
- Mario Zucca, attore, doppiatore e direttore del doppiaggio italiano (Torino, n. 1955)